# Glycyphana mohagani
Glycyphana mohagani är en skalbaggsart som beskrevs av Legrand 2004. Glycyphana mohagani ingår i släktet Glycyphana och familjen Cetoniidae. Inga underarter finns listade i Catalogue of Life.